# Strefa obojętności cieplnej

Schemat termoregulacji u zwierząt homojotermicznych

Strefa obojętności cieplnej – jest to zakres temperatur środowiskowych, przy których straty ciepła z organizmu są w równowadze z minimalną produkcją ciepła (taką z jaką mamy do czynienia w warunkach przemiany podstawowej). Strefę tę ograniczają dwa punkty stanowiące temperatury krytyczne: dolną (dtk) i górną (gtk). Poza tymi temperaturami rozciągają się strefy temperatur fizjologicznie niskich i fizjologicznie wysokich.
Zakres strefy obojętności cieplnej uzależniony jest od gatunku, wieku, masy ciała, stanu fizjologicznego, kondycji i żywienia zwierząt. 
Powyżej gtk następuje zjawisko hipertermii (estywacja- sen letni), a po przekroczeniu gtl (górnej temperatury letalnej) następuje śmierć organizmu. Analogicznie jest poniżej dtk - występuje hipotermia (hibernacja-naturalna hipotermia- niedźwiedź), a po przekroczeniu dtl - dolnej temperatury letalnej - śmierć organizmu.